# Moravskoslezský Kočov
Moravskoslezský Kočov é uma comuna checa localizada na região de Morávia-Silésia, distrito de Bruntál‎.